# Claudia Kraft
Claudia Kraft (* 21. August 1968 in Bad Nauheim) ist eine deutsche Historikerin.
Claudia Kraft studierte von 1988 bis 1994 Osteuropäische Geschichte, Slawistik und Politikwissenschaft an den Universitäten in Gießen, Tübingen, Mainz und Marburg. Nach dem Magisterabschluss wirkte sie von 1996 bis 1999 an einer deutsch-polnischen Quellenedition zur Vertreibung und Zwangsaussiedlung der Deutschen nach dem Zweiten Weltkrieg mit. Nach einer einjährigen Tätigkeit am GWZO in Leipzig promovierte sie 2001 in Marburg bei Hans Lemberg. Anschließend war sie von 2001 bis 2004 am Deutschen Historischen Institut Warschau tätig. Über eine Akademische Ratsstelle an der Ruhr-Universität Bochum führte sie 2005 der Weg auf eine Professur an der Universität Erfurt, wo sie bis 2011 lehrte. Von Herbst 2011 bis Frühjahr 2018 war sie Professorin für Europäische Zeitgeschichte an der Universität Siegen. Anschließend wechselte sie auf den Lehrstuhl für Zeit-, Kultur-, Wissens- und Geschlechtergeschichte an der Universität Wien.
Für ihr Wirken wurde sie 2007 mit dem Preis der Leipziger Societas Jablonoviana ausgezeichnet. Sie ist u. a. Mitglied der Deutsch-Tschechischen Historikerkommission, des Collegium Carolinum, der deutsch-polnischen Kopernikus-Gruppe und des Herausgebergremiums der Docupedia-Zeitgeschichte. Des Weiteren ist sie Mitherausgeberin der Zeitschrift für Ostmitteleuropa-Forschung.
Ihre Forschungsschwerpunkte liegen in der europäischen Geschichte des 20. Jahrhunderts, insbesondere in der Geschichte Polens. Besonderer Bedeutung kommt dabei der Regional-, Geschlechter- und Wissenschaftsgeschichte sowie der transnationalen Rechtsgeschichte zu.

## Schriften (Auswahl)
- Europa im Blick der polnischen Juristen. Rechtsordnung und juristische Profession im Spannungsfeld zwischen Nation und Europa, 1918–1939. Klostermann, Frankfurt am Main 2002, ISBN 3-465-03224-1.
- (Hrsg.): Geschlechterbeziehungen in Ostmitteleuropa nach dem Zweiten Weltkrieg: soziale Praxis und Konstruktionen von Geschlechterbildern. Oldenbourg, München 2008, ISBN 978-3-486-57694-8.
- (Hrsg., zusammen mit Katrin Steffen): Europas Platz in Polen: polnische Europa-Konzeptionen vom Mittelalter bis zum EU-Beitritt. fibre, Osnabrück 2007, ISBN 978-3-929759-85-3.